# Station Luleå
Station Luleå is een spoorwegstation in de Zweedse stad Luleå. Het station werd geopend in 1884 en is het eindpunt van de Malmbanan.
Station Luleå is het eindpunt van de nachtlijn Göteborg - Luleå.

## Verbindingen
| Serie | Treinsoort                           | Route                                                                        | Bijzonderheden                               |
| ----- | ------------------------------------ | ---------------------------------------------------------------------------- | -------------------------------------------- |
| 30    | Intercity / Stoptrein (SJ / Norrtåg) | Luleå – Boden – Gällivare – Kiruna – Björkliden – Riksgränsen – Narvik       | Stopt op sommige stations alleen op verzoek. |
| 40    | Nachttrein (SJ)                      | Göteborg – Skövde – Hallsberg – Stockholm – Gävle – Sundsvall – Umeå – Luleå |                                              |